# Frashër
Frashër è una frazione del comune di Përmet in Albania (prefettura di Argirocastro).
Fino alla riforma amministrativa del 2015 era comune autonomo, dopo la riforma è stato accorpato, insieme agli ex-comuni di Çarshovë, Përmet, Petran e Qendër Piskovë a costituire la municipalità di Përmet.

## Località
Il comune era formato dall'insieme delle seguenti località:
- Frasher
- Zavalan
- Ogren-kostrec
- Gostivisht
- Mican
- Vercisht
- Kreshove
- Soropul